# Aloys Pichler

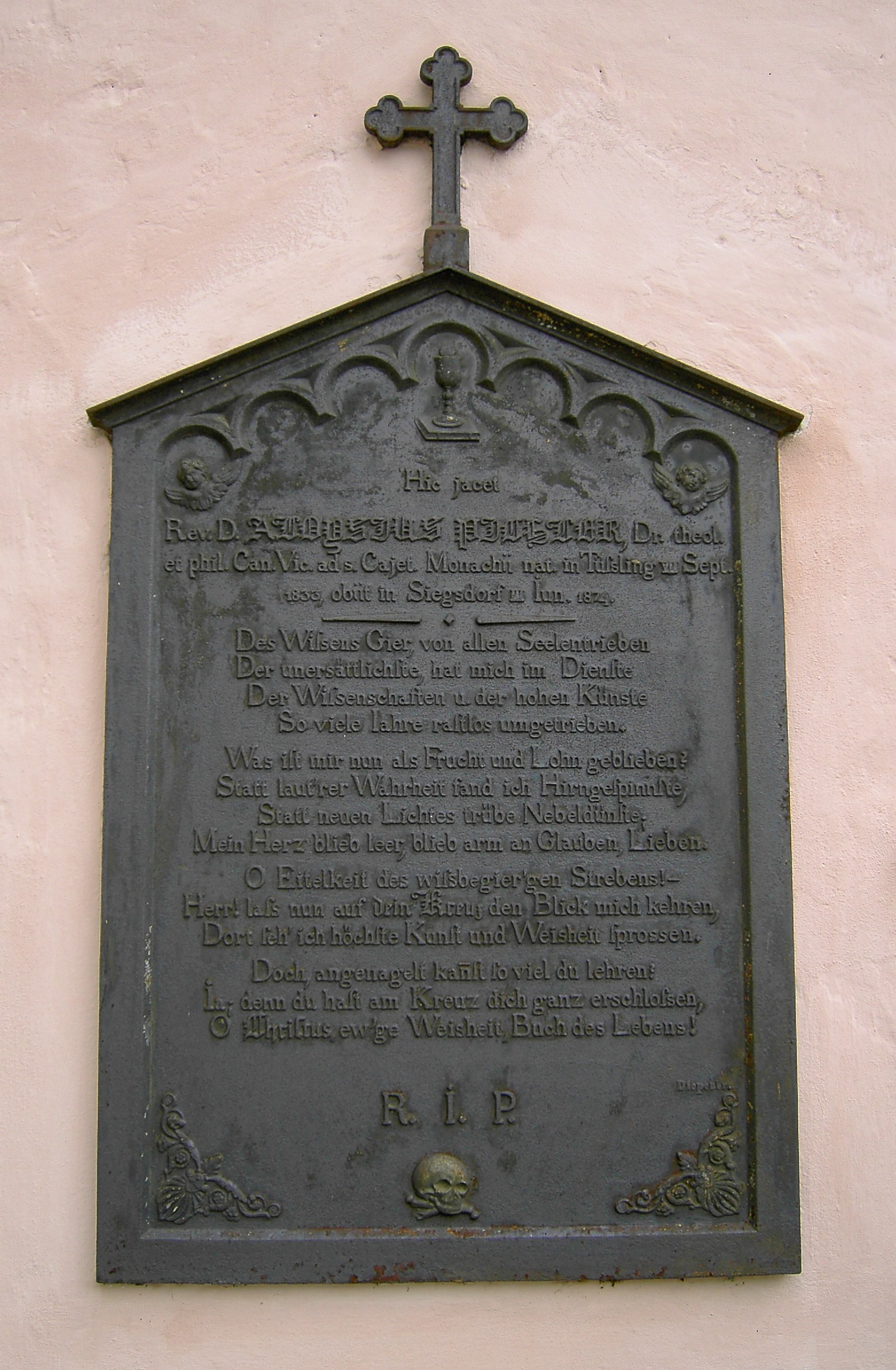
Epitaph an der Kirche mit der Grabstätte Aloys Pichlers

Aloys Pichler, gelegentlich Alois Pichler, (* 7. November 1833 in Burgkirchen am Wald in Oberbayern, heute zu Tüßling; † 3. Juni 1874 in Siegsdorf bei Traunstein) war ein deutscher katholischer Kirchenschriftsteller und Bibliothekar.

## Leben
Nach seinem Studium wurde Aloys Pichler 1859 mit 26 Jahren zum Priester geweiht und arbeitete als Seelsorger und Bibliothekar. 1861 wurde er in München in Theologie promoviert.
Als Anhänger des katholischen Theologen Ignaz von Döllinger geriet Pichler sehr schnell mit dem erzbischöflichen Ordinariat München in Konflikt. Der Erzbischof von München und Freising Gregor von Scherr drohte Pichler mit der Exkommunikation.
Darum nahm Pichler 1868 einen Ruf als Bibliothekar an den kaiserlichen Hof in Sankt Petersburg an. Diesem folgte er, ohne offiziell aus der römisch-katholischen Kirche ausgetreten zu sein. Seine Reise ins Zarenreich glich fast schon einer Flucht. Am Zarenhof wurde Pichler an seinem neuen Arbeitsplatz sehr schnell schwermütig. Diese Depressionen steigerten sich bis zu einer Gemütskrankheit, in der er begann, zwanghaft Bücher zu stehlen (Bibliomanie).
1870 wurde Pichler deswegen angeklagt und durch ein Gericht wegen „Diebstahl, begangen durch einen Ausländer“ zu Verbannung nach Sibirien verurteilt. Durch Fürsprache von Prinz Leopold von Bayern wurde Zar Alexander II. auf Pichler aufmerksam und begnadigte ihn. Seit 1871 war er auswärtiges Mitglied der Bayerischen Akademie der Wissenschaften.
Pichler kehrte noch während des Deutsch-Französischen Krieges nach Deutschland zurück und ließ sich in Siegsdorf bei Traunstein nieder. Dort verstarb er am 3. Juni 1874 im Alter von 40 Jahren.

## Schriften (Auswahl)
- Geschichte der kirchlichen Trennung zwischen dem Orient und Occident von den ersten Anfängen bis zur jüngsten Gegenwart. 2 Bände. Rieger, München 1864–1865;
  - Band 1: Byzantinische Kirche. 1864, Digitalisat;
  - Band 2: Die Russische, Hellenische und die übrigen orientalischen Kirchen mit einem dogmatischen Theile. 1865, Digitalisat.
- Die Theologie des Leibniz aus sämmtlichen gedruckten und vielen noch ungedruckten Quellen. Mit besonderer Rücksicht auf die kirchlichen Zustände der Gegenwart. Zum ersten Male vollständig dargestellt. 2 Bände. Cotta, München 1869–1870.
- Die wahren Hindernisse und die Grundbedingungen einer durchgreifenden Reform der katholischen Kirche zunächst in Deutschland. Fues, München 1870, Digitalisat.